# Associazione Sportiva Aeronautica Umbra S.A. 1941-1942
Questa voce raccoglie le informazioni riguardanti l'Associazione Sportiva Aeronautica Umbra S.A. nelle competizioni ufficiali della stagione 1941-1942.

## Rosa
| N. |                   | Ruolo | Calciatore          |
| -- | ----------------- | ----- | ------------------- |
|    | Italia (bandiera) | C     | Leandro Bigon       |
|    | Italia (bandiera) | C     | Silvio Brioschi     |
|    | Italia (bandiera) | D     | Gino Cardinali      |
|    | Italia (bandiera) | C     | P. Castellani       |
|    | Italia (bandiera) | C     | F. Casuzzi          |
|    | Italia (bandiera) | D     | Giacinto Cecconelli |
|    | Italia (bandiera) | A     | O. Censi            |
|    | Italia (bandiera) | C     | Giuseppe Chiodi     |
|    | Italia (bandiera) | C     | E. Daniele          |
|    | Italia (bandiera) | D     | Renzo Del Guerra    |
|    | Italia (bandiera) | C     | Spartaco Falcioni   |
|    | Italia (bandiera) | P     | Paolo Franceschini  |
|    | Italia (bandiera) | A     | Michele Giancaspio  |
|    | Italia (bandiera) | A     | Bruno Godnich       |

| N. |                    | Ruolo | Calciatore         |
| -- | ------------------ | ----- | ------------------ |
|    | Italia (bandiera)  | D     | Emilio Gotti       |
|    | Italia (bandiera)  | D     | R. Locci           |
|    | Italia (bandiera)  | P     | Paolo Franceschini |
|    | Italia (bandiera)  | A     | Carlo Mancini      |
|    | Italia (bandiera)  | A     | G. Marconi         |
|    | Italia (bandiera)  | A     | Amleto Mattioli    |
|    | Italia (bandiera)  | D     | Alfredo Menegazzi  |
|    | Italia (bandiera)  | C     | Ubaldo Nafissi     |
|    | Italia (bandiera)  | P     | Remo Peroncelli    |
|    | Italia (bandiera)  | A     | V. Sabbatini       |
|    | Italia (bandiera)  | A     | S. Sisti           |
|    | Italia (bandiera)  | A     | G. Taddei          |
|    | Uruguay (bandiera) | C     | Ugo Tortora        |
|    | Italia (bandiera)  | C     | Stelio Tugnoli     |